# Contea di Boli
La contea di Boli (勃利县S, BólìP) è una contea della Cina, situata nella provincia di Heilongjiang e amministrata dalla prefettura di Qitaihe.